# Воробьёв, Александр Константинович (государственный деятель)
Александр Константинович Воробьёв (укр. Олександр Костянтинович Воробйов; 25 августа 1934, село Нововасильевка, Запорожская область — 14 ноября 2008) — советский, украинский дипломат, народный депутат Украины 1-го созыва. Чрезвычайный и Полномочный Посол Украины в Болгарии (1993—1998).

## Биография
Родился 25 августа 1934 года, в селе Нововасильевка, Бердянского района, Запорожской области, в семье рабочих. Окончил Бердянский пединститут по специальности «учитель физики и математики», Запорожский машиностроительный институт им. В. Я. Чубаря по специальности «инженер-электромеханик», Высшую дипломатическую школу МИД СССР (1972). Владел болгарским и французским языками. Член КПСС (1957—1991), член ОК КПУ. Депутат Запорожского областного совета.
Народный депутат Украины I созыва, во время депутатства в ВР Украины в группы или фракции не входил. Был женат и имел ребёнка.
В 1958—1959 годах — заведующий учебной части СШ с. Александровка, Днепропетровской обл.
В 1959—1963 годах — инструктор, первый секретарь Бердянского ГК ЛКСМУ.
В 1963—1965 годах — заведующий отделом ГК КПУ, в дальнейшем — заместитель председателя исполкома Бердянского городского совета и секретарь Бердянского ГК КПУ.
В 1965—1972 годах — заместитель заведующего, заведующий орготдела Запорожского ОК КПУ.
В 1972—1974 — слушатель, Высшая дипломатическая школа МИД СССР.
1974—1974 годах — первый секретарь пятого европейского отдела Министерства иностранных дел СССР.
В 1974—1976 годах — консул Генерального Консульства СССР в г. Пловдив, Болгария.
В 1976—1979 годах — первый секретарь Посольства СССР в Народной Республике Болгария.
В 1979—1980 годах — инструктор ЦК КПСС.
В 1980—1990 годах — секретарь Запорожского ОК КПУ.
В 1990—1991 годах — председатель ревизионной комиссии Запорожского ОК КПУ
С 4 марта 1990 по 1993 год — Народный депутат Украины 12 (1 в независимой Украине) созыва. В Верховной Раде был членом Комиссии ВР Украины по иностранным делам. Был избран в Верховную Раду набрав в 1 туре 50,14 % голосов и победив 2 претендентов (Запорожская область, Пологовский избирательный округ № 194).
С 19 февраля 1993 по 3 марта 1998 года — чрезвычайный и полномочный посол Украины в Республике Болгария.
В 1998 году вышел в отставку.

## Награды
Награждён орденом «Знак Почёта», болгарским орденом «Стара-планина» I степени (1998), двумя медалями, двумя Почётными грамотами Президиума ВС УССР.